# Osiecznica (Basse-Silésie)
Pour les articles homonymes, voir Osiecznica.
Osiecznica (en allemand : Wehrau) est une localité de la voïvodie de Basse-Silésie, en Pologne. Située dans le powiat de Bolesławiec, c'est le chef-lieu de la commune (gmina) d'Osiecznica.

## Géographie
Le village se situe à la lisière orientale de la région historique de Haute-Lusace, à proximité immédiate de la frontière avec la Basse-Silésie sur la rivière Kwisa. Il se trouve à environ 70 kilomètres au sud de Zielona Góra et à 120 kilomètres à l'est de Dresde.

## Histoire
Appartenant au margraviat de Haute-Lusace, l'un des pays de la couronne de Bohême, la seigneurie de Wehrau fut créée par le duc Jean de Goerlitz, fils cadet de l'empereur Charles IV, en 1393. En 1579, l'empereur Rodolphe II de Habsbourg céda le domaine à la noble famille von Rechenberg, également seigneurs de Klitschdorf (Kliczków) sur la rive silésienne de la Kwisa. 
De 1816 à 1945, Wehrau fait partie de l'arrondissement de Bunzlau dans le district de Liegnitz au sein de la province de Silésie.

## Personnalités
Wehrau est la patrie du géologue Abraham Gottlob Werner (1749 ou 1750 – 1817).